# صموئيل كارغبو
صموئيل كارغبو (بالإنجليزية: Samuel Kargbo)‏ هو لاعب كرة قدم غامبي في مركز الوسط، ولد في 13 أبريل 1974 في غامبيا. شارك مع منتخب غامبيا لكرة القدم.

## وصلات خارجية
- صموئيل كارغبو على موقع الاتحاد الدولي (مؤرشف)  (الإنجليزية)
- صموئيل كارغبو على موقع قاعدة بيانات كرة القدم.إي يو (الإنجليزية)
- صموئيل كارغبو على موقع ناشيونال فوتبول تيمز (الإنجليزية)